# 1810-те
10-те години на XIX век са десетилетие от григорианския календар, второто десетилетие на XIX век, обхващащо периода от 1 януари 1810 до 31 декември 1819 година.